# 西山パーキングエリア
西山パーキングエリア（にしやまパーキングエリア）は、石川県羽咋郡志賀町西山にあるのと里山海道のパーキングエリアである。

## 概要
西山ICの北側に隣接しており、パーキングエリアへの流出入はインターチェンジのランプウェイと兼用になっている。
後述の通りPA内には北鉄奥能登バスのバス停がある。

## 歴史
- 1983年（昭和58年）3月 - 能登有料道路の西山IC - 徳田大津IC間に設置、供用開始[1]。
- 1984年（昭和59年）4月21日 - 上り線に志賀町生産物直売所を開設[1]。
- 1985年（昭和60年）4月 - 上り線に食堂増設[1]。
- 1988年（昭和63年）7月20日 - 下り線に食堂および売店を設置[3]。
- 2000年（平成12年）12月25日 - 西山ICのフルIC化に伴い[4][5]、能登方面（下り）の出入口を当PA経由にする構造に変更[2]。
- 2013年（平成25年）3月31日 - 能登有料道路が無料化されたことに伴い、路線名がのと里山海道に変更[5]。

## 道路
- E86 のと里山海道

## 施設

### 金沢方面
- 駐車場
  - 大型車：3台
  - 小型車：39台
  - 身障者用：1台
  - EV用：1台
- トイレ
  - 男性：大3・小5
  - 女性：7
  - 身障者用：1
- 食堂（9:00 - 18:00）
- 売店（9:00 - 18:00）
- 自動販売機
- バス停留所（別途記載）

### 穴水方面
- 駐車場
  - 大型車：2台
  - 小型車：42台
  - 身障者用：1台
  - EV用：1台
- トイレ
  - 男性：大3・小5
  - 女性：7
  - 身障者用：1
- 食堂（9:00 - 17:00、休止中）
- 売店（9:00 - 17:00）
- 自動販売機
- バス停留所（下記参照）

### 西山PAバス停留所
北鉄奥能登バス（北陸鉄道グループのバス子会社）が運行する特急バスの停留所が、上下線ともに休憩・販売施設の前に設置されている。

#### 停車路線
いずれも全便停車する。
- 輪島特急線[6]
- 珠洲特急線[7]
- 珠洲宇出津特急線[8]

## 隣
E86 のと里山海道
西山IC - 西山PA - 徳田大津JCT